# Ben Kniest
Lambertus Gerhardus Kniest, detto Ben (Arnhem, 14 agosto 1927 – Arnhem, 18 luglio 1992), è stato un pallanuotista olandese.

## Biografia
Ha partecipato, come membro del Paesi Bassi, alle Olimpiadi di Roma 1960 e di Tokyo 1964, partecipando al torneo di pallanuoto.